# Delitto a bordo (Carr)
Delitto a bordo (titolo originale The Blind Barber) è un romanzo poliziesco del 1934 di John Dickson Carr, quarto della serie di gialli che ha come protagonista il dottor Gideon Fell.

## Trama
Lo scrittore di romanzi polizieschi Henry Morgan si presenta di prima mattina nella nuova abitazione londinese del suo amico, il dottor Gideon Fell. Morgan è appena sbarcato da un transatlantico, la Queen Victoria, attraccato a Southampton, proveniente dagli Stati Uniti, e ha bisogno dell'aiuto immediato del celebre criminologo. Durante la traversata si è verificata una serie di incidenti bizzarri, culminati in un omicidio. Tutto ha avuto inizio con il furto di un filmino amatoriale girato dall'imprudente Curt Warren, nipote di un importante uomo politico, che ha ripreso lo zio mentre pronuncia durante una festa privata un discorso scherzoso ma che potrebbe causare, se reso pubblico, un grave incidente diplomatico. Warren è stato aggredito nella sua cabina e parte della pellicola è stata rubata. Insieme ai suoi amici (Morgan, l'affascinante Peggy Glenn e un capitano norvegese in pensione, Valvick) Warren concepisce l'idea di tendere una trappola al ladro; ma l'impresa si trasforma ben presto in un incubo quando al posto del malfattore compare una donna colpita alla testa e gravemente ferita. I quattro poi aggrediscono per errore il capitano della nave, scambiandolo per il ladro, e causano la scomparsa di un prezioso gioiello appartenente a uno dei passeggeri. A peggiorare le cose, quando tentano di dare spiegazioni, scoprono che la ragazza ferita è scomparsa; nella cabina dove l'avevano lasciata c'è solo un materasso intriso di sangue e un rasoio con l'incisione della figura di un barbiere cieco. Il capitano si rifiuta di credere che un delitto sia veramente accaduto, specialmente quando si scopre che nessun passeggero né alcun membro dell'equipaggio manca all'appello. Dopo una serie di ulteriori tragicomici incidenti, Warren viene arrestato per aggressione e sembra proprio che l'assassino sia destinato a farla franca. Ma il dottor Fell ha capito come sono andate le cose e telegrafa a Southampton, per far arrestare l'assassino prima che sbarchi. 

## Personaggi principali
- Henry Morgan - scrittore di romanzi polizieschi
- Curt Warren - diplomatico
- Thomassen Valvick - ex capitano di marina
- Jules Fortinbras - celebre marionettista
- Peggy Glenn - nipote e collaboratrice di Fortinbras
- Abdul - assistente di Fortinbras
- Hector Whistler  - capitano della Queen Victoria
- Charles Woodcock - viaggiatore di commercio
- Dottor Oliver Harrison Kyle - psichiatra
- Lord Sturton - collezionista di gioielli
- Leslie Perrigord - critico teatrale
- Cynthia Perrigord - sua moglie
- Baldwin - ufficiale in seconda della Queen Victoria
- Sparks - radiotelegrafista della Queen Victoria
- Alick "Il Terrore di Bermondsey" - pugile
- Jennings - ispettore di Scotland Yard
- Dottor Gideon Fell - investigatore

## Critica
"Delitto a bordo è una splendida farsa, più che una buona detective story. In effetti, anche se ci sono molti indizi, ci sono ben poche indagini; invece, il libro riguarda principalmente quattro svitati che, ogni volta che vedono il capitano della Queen Victoria, lo aggrediscono - con bottiglie di whisky, spruzzatori di insetticida o per mezzo di pugili professionisti. Aggiungete le follie da ubriaco di Monsieur Fortinbras, il famoso burattinaio, una coppia di esteti che sgomenterebbe Philo Vance, e un capitano norvegese che racconta aneddoti irrilevanti, e il risultato è una classica commedia. Eppure, nel mezzo della commedia, la storia poliziesca non viene dimenticata. Il dottor Fell, che appare solo in brevi episodi all'inizio, nel mezzo, e alla fine della storia, agisce come il classico detective da poltrona, indicando sedici indizi meravigliosamente criptici, che potrebbero permettere al lettore attento di capire chi ha aggredito una donna sconosciuta fuori dalla cabina di uno degli sciocchi protagonisti ed è scomparsa mentre la cricca si precipitava a colpire il capitano alla testa con una bottiglia di whisky, lasciando come tracce solo un rasoio insanguinato e un materasso inzuppato di sangue. I MacGuffin (un elefante di smeraldi e un film compromettente per degli eminenti uomini politici ubriachi) sono maneggiati splendidamente.".

## Opere derivate
Nel 1997 la BBC ha mandato in onda uno sceneggiato radiofonico dal titolo The Blind Barber, tratto dal romanzo e  diretto da Enyd Williams, con Donald Sinden nel ruolo di Gideon Fell e John Hartley in quello del sovrintendente Hadley.

## Edizioni
- John Dickson Carr, Delitto a bordo, traduzione di Giuseppina Caricchio, collana Classici del Giallo (n. 1054), Arnoldo Mondadori Editore, 2005,  p. 299.